# 卢本伟
卢本伟（英语：Lo Pun Wai，1993年8月11日—），前斗鱼TV主播，前游戏《英雄联盟》电子竞技职业选手，曾在皇族电子竞技俱乐部担任主力選手，在队伍获得英雄聯盟S3賽季全球總決賽亚军后退役。与PDD和旭旭宝宝并称为“斗鱼三幻神”。

## 名称由来
在英雄联盟2013赛季全球总决赛前夕，有记者询问他关于和世界第一中单Faker（韩国电竞选手李相赫）的比赛中的胜算问题，卢本伟认为这个问题很难回答，于是声称他在训练赛时与Faker“五五开”——意为两者不相上下。赛后皇族以0-3负于SKT，Faker的表现亦远远好于卢本伟。后来卢本伟在直播中澄清了这个外号真正的来历，是当时他的女友赵梦玥特意让他在采访时以“五五开”来增加赛前信心。

## 个人荣誉
卢本伟在从事主播行业之前为电竞职业选手，取得荣誉如下：
- 2011年TGA成都区冠军；
- 2011年TGA总决赛冠军；
- 2011年WCG中国区冠军；
- 2013年S3全球总决赛中国区冠军；
- 2013年S3全球总决赛亚军。

## 争议
- 2015年4月，卢本伟指责皇族俱乐部拖欠三十万的比赛资金未发，称战队篡改合同日期[5][6]。
- 2015年10月，主播古手羽在直播中提起卢本伟删除他微博好友后反应剧烈，其后粉丝在卢本伟的微博上进行语言攻击，其后卢本伟称其借过10万元。后双方互相回击[7][8]。
- 2015年11月17日，卢本伟在直播中进行英雄联盟双人排位，而该场比赛为队友女枪升最强王者區段前的最后一场游戏，但卢本伟在队友提醒的情况下与对手进行单挑导致拖延时间，虽然最终取得胜利，但是游戏结束时已到北京时间凌晨12时02分（在12时进行结算），导致女枪未取得最强王者框。而卢本伟其后在直播发表“我开心就好，我玩游戏就是开心，我完全没义务帮他”的言论，结果遭到网友的抨击。11月18日，卢本伟发表微博道歉[9][10]。
- 2017年10月，卢本伟指责孙亚龙在他的直播间刷礼物，并声称其一直在暗中攻击他。孙亚龙也宣布与卢本伟决裂。[11]
- 2017年11月25日，卢本伟在直播《绝地求生：大逃杀》时由于多个非常规操作，被认为有使用外挂的嫌疑，并由此引发相关纠纷。[12]事后，卢本伟通过个人微博进行辟谣[13]。
- 2018年2月12日，卢本伟因教唆粉丝辱骂质疑者，被央视《焦点访谈》点名批评，被实施跨平台封禁，其姓名出现在中国演出行业协会公布的首批主播黑名单内[14][15]。然而，在卢本伟的直播间被封禁之后，用户仍可正常发送弹幕、刷礼物。据澎湃新闻报道，2018年9月14日10:40，用户在卢本伟直播间送礼时会显示“主播分数恢复后才能继续赠送礼物”，但仍可正常发送弹幕[16]。

## 被封杀后
- 2022年，卢本伟和其女友赵梦玥分手。[17][18]
- 2024年，卢本伟被媒体爆料体重飙升至300斤、“肥头大耳”，[19][20]而新照片也印证了这一点。[21]